# Сулейман Абу-Лейла
Сулейман Абу-Лейла (араб. سليمان باشا أبو ليلة‎, груз. სულეიმან აბუ ლაილი; ум. 1862) — правитель Ирака (1749—1762 год) из мамлюкской династии.

## Предыстория
Первый правитель Багдадского пашалыка из династии мамлюков Хасан-паша прибыл в Багдад в 1702 году и стал правителем Ирака в 1704 году. При нём и его преемнике Ахмаде-паше проводились реформы в управлении провинцией, улучшение инфраструктуры и обороноспособности Ирака. Для управления провинцией Багдадские паши часто привлекались выходцы из среды мамлюков, также при Ахмаде-паше из двух тысяч мамлюков было создано элитарное подразделении «Грузинская гвардия».

## Биография
Сулейман Абу-Лейла был мамлюком и служил в «Грузинской гвардии», позднее он стал зятем Ахмада-паши. После смерти Ахмада-паши, турецкий султан Махмуд I пытался устранить мамлюков от власти в Ираке. За 1747—1748 годы в Багдаде сменилось 3 губернатора ставленника османского султана. Действия турецких властей встречали резкое недовольство местного населения и мамлюков. В конечном итоге Сулейман Абу-Лейла поднял восстание против Багдадского паши и двинулся со своими силами из Басры на Багдад. После артиллерийского обстрела города и трехдневных боев Османская администрация была вынуждена покинуть Багдад. Стамбульским властям потерявшим контроль над Ираком пришлось номинально назначить в 1749 году Сулеймана Абу-Лейлу Багдадским пашей. Это позволило мамлюкам на 84 года установить свой контроль над Ираком. За время своего правления Абу-Лейле удалось обуздать арабские и курдские племена. Также он наладил торговлю, призвав европейских торговцев и позволил Британской Ост-Индской компании создать торговое агентство в Басре, открытое уже после смерти Сулеймана в 1763 году. Умер Сулейман-паша абу-Лейла в 1762 году. После его смерти, было семеро кандидатов на преемственность, и все они были из мамлюков. Спор за право наследовать Абу-Лейле привел к конфликту между претендентами. В конечном итоге управление в Ираке досталось Омару-паше.